# Metaplasme
En retòrica, s'anomena metaplasme tota modificació fonètica o morfològica que altera la integritat d'un mot per addició, supressió, substitució o permutació (les quatre operacions fonamentals descrites pel Groupe µ) d'unitats (fonètiques o morfològiques).

## Història
El gramàtic llatí Consentius ha escrit Sobre els barbarismes i els metaplasmes, obra datada del segle v, del qual fragments van ser compilats per Heinrich Keil.

## Metaplasmes per addició
- pròtesi: afegiment d'un o diversos fonemes en començament de mot
- paragoge (i fonema efelcístic, connexió (lingüística): afegiment d'un o diversos fonemes en fi de mot
- anaptixi: inserció d'un fonema vocàlic entre consonants
- epèntesi: inserció d'un fonema vocàlic o consonàntic entre consonants
- dièresi: separació d'una síl·laba en dues per vocalització d'una consonant espirant
- aglutinació: reunió en una sola unitat de dos o diversos termes originàriament diferents

## Metaplasmes per supressió
- síncope (i ifèresi): supressió d'una síl·laba completa
- apòcope (i elisió): supressió d'un o diverses fonemes a la fi del mot
- afèresi (i elisió inversa): supressió d'un o diverses fonemes al començament del mot
- deglutinació: forma d'afèresi que descansa en un mal tall del mot, comprès com si era precedit per un article (ex. : en anglès, an apron, a partir de napperon o en català, de lectors, a partir d'electors)

Totes aquestes supressions són emmudiments.

## Metaplasmes per fusió
Quan dues vocals són en hiatus, llur fusió és una sinalefa per: 
- contracció
- crasi
- sinèresi
- sinèresi
- coalescència
- kṣaipra

## Metaplasmes per desplaçament o permutació
- metàtesi : permutació d'un o diversos fonemes més o menys pròxims
- metàtesi de quantitat : permutació de la quantitat vocàlica de vocals en contacte
- anagrama : procediment literari de permutació de lletres
- contrapet : anagrama estès a una frase